# 점보

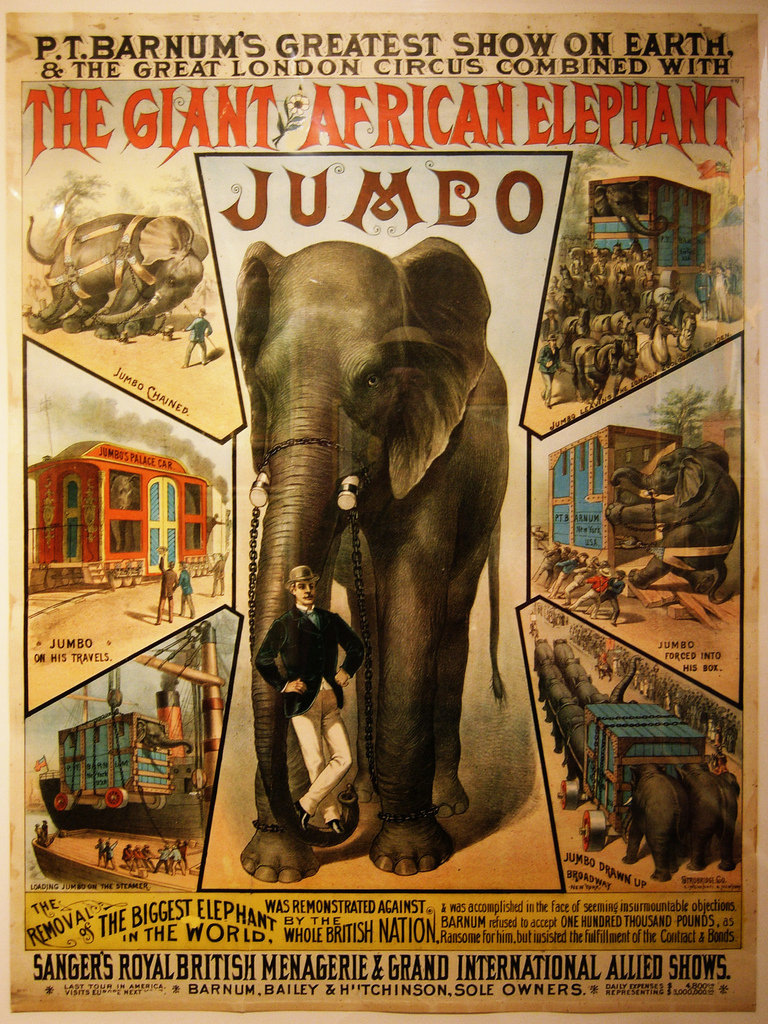
1882년 경 서커스 포스터. 점보와 주인 매튜 스콧(Matthew Scott)

점보(Jumbo, 1860년 크리스마스 즈음 ~ 1885년 9월 15일), 코끼리 점보(Jumbo the Elephant, 점보 디 엘리펀트), 서커스 코끼리 점보(Jumbo the Circus Elephant)는 19세기 수단에서 태어난 수컷 아프리카코끼리이다. 점보는 프랑스 파리의 한 동물원인 파리 식물원으로 수출되었다가 1865년 영국의 런던 동물원으로 옮겨졌다. 대중적인 항의에도 불구하고 점보는 P. T. 바넘에게 판매되었고 1882년 3월 전시를 목적으로 미국으로 데려왔다.
이 거대한 코끼리의 이름은 크기가 크다는 의미에서 "점보"(jumbo)라는 용어를 만들어냈다. 점보의 어깨 높이는 사망 당시 3.23미터에 달한 것으로 추정되고 있으며 바넘은 약 4미터라고 주장하였다.
점보는 터프츠 대학교의 마스코트이기도 하다.